# (74437) 1999 CR
(74437) 1999 CR – planetoida z pasa głównego asteroid okrążająca Słońce w ciągu 5,55 lat w średniej odległości 3,13 j.a. Odkryta 5 lutego 1999 roku.